# Romská hudba
Romská hudba, či cikánská hudba, není jednotná. Neexistuje styl, který by byl pro všechny cikánské skupiny společný[zdroj?].
Když hráli pro obveselení ostatních, ne pro sebe, tak hráli to, co se v okolí hrálo. Přizpůsobili se stylu ostatních, nevytvářeli jej, ale přejali ho. Hráli na nástroje, na které se hrálo v daném místě, a stejně jako v pohádkách si vypůjčovali motivy folklóru různých zemí, jimiž procházeli, a obohatili je o cikánské prvky. Svým přirozeným hudebním nadáním se proslavili po celé Evropě.
V 19. století vynikli zejména ve třech zemích – Uhrách, Rusku a Španělsku, v nichž pověst výsostných profesionálních hudebníků způsobila, že se stali téměř součástí národní identity.
Romská hudba je souhrnné označení pro hudbu, jež je či byla provozována a zejména též ovlivněna či komponována Romy. V užším smyslu se označení používá zejména pro romskou lidovou hudbu východní nebo jižní Evropy. Za zmínku stojí, že vývoj romské lidové hudby se nezastavil ani nezpomalil na počátku dvacátého století, ale za použití moderních hudebních nástrojů (elektrické varhany, syntezátory, elektrofonické hudební nástroje) a postupů stejně jako ve své tradičnější podobě se stále vyvíjí a živě existuje.
Základem romské hudby byla tradiční lidová hudba dané oblasti (proto se kupř. slovenská romská hudba odlišuje od rumunské romské hudby podobně jako slovenská a rumunská lidová hudba obecně; česká romská hudba, z níž se zachovalo jen velmi málo, byla potom analogicky podobná české lidové hudbě obecně), ale je ovlivněna a obohacena romskými vlivy (bohatší harmonie, barevnější vícehlasy, ornamentace, typické herní techniky či text v romštině), které jsou spojujícím prvkem napříč Evropou.
Romští hudebníci byli odedávna vyhledáváni pro doprovod společenských událostí (svatby, pohřby, oslavy), což vedlo k jejich specializaci a profesionalizaci. Ve východní Evropě také romští muzikanti hrávali společně s židovskými, v důsledku čehož se po genocidách druhé světové války uchovaly některé tradiční židovské písně právě v podání přeživších romských muzikantů.
V posledních dekádách se romská (stejně jako obecně východoevropská lidová hudba) stává populární a její interpretaci se věnují i interpreti jiného než romského původu, stejně jako se to děje i s židovskou hudbou či jinými národními východoevropskými hudbami.

## Někteří slavní romští hudebníci
- Mário Bihári (* 1977) – zpěv, klarinet, akordeon, klavír, Slovensko/Česká republika
- Ivan Herák (* 1977) – housle, Slovensko/Česká republika
- Toni Iordache (1942–1988) – cimbál, Rumunsko
- Tcha Limberger (* 1977) – housle, kytara, Belgie
- Ionica Minune (* 1959) – akordeon, Rumunsko/Francie
- Rinaldo Oláh (1929–2006) – housle, Slovensko
- Lájos Sarkózy jr. (* 1991) – housle, Maďarsko

V Česku (v abecedním pořadí)
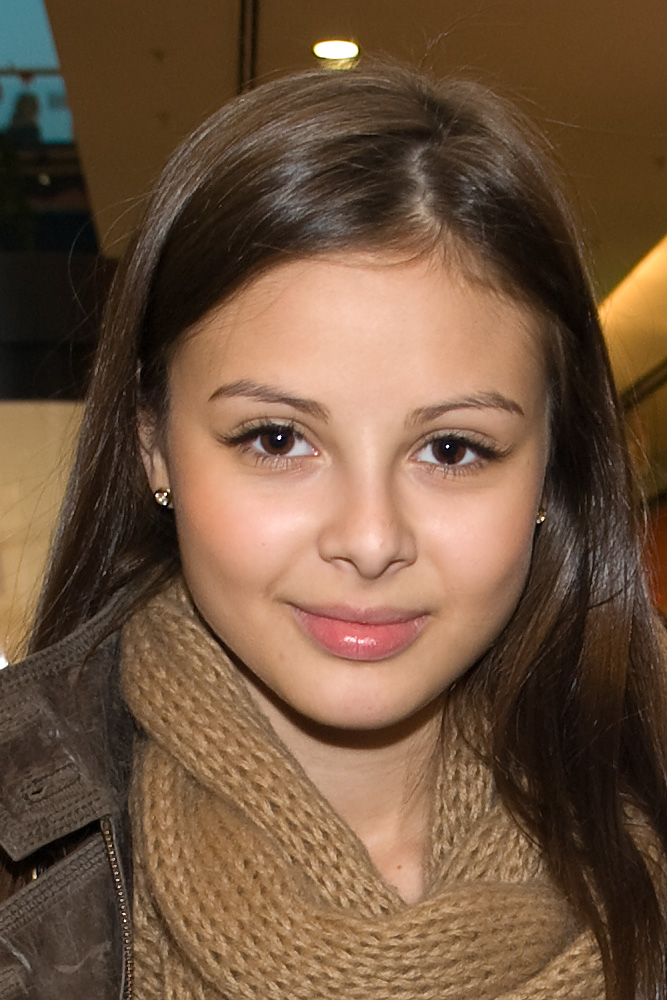
Monika Bagárová, zpěvačka
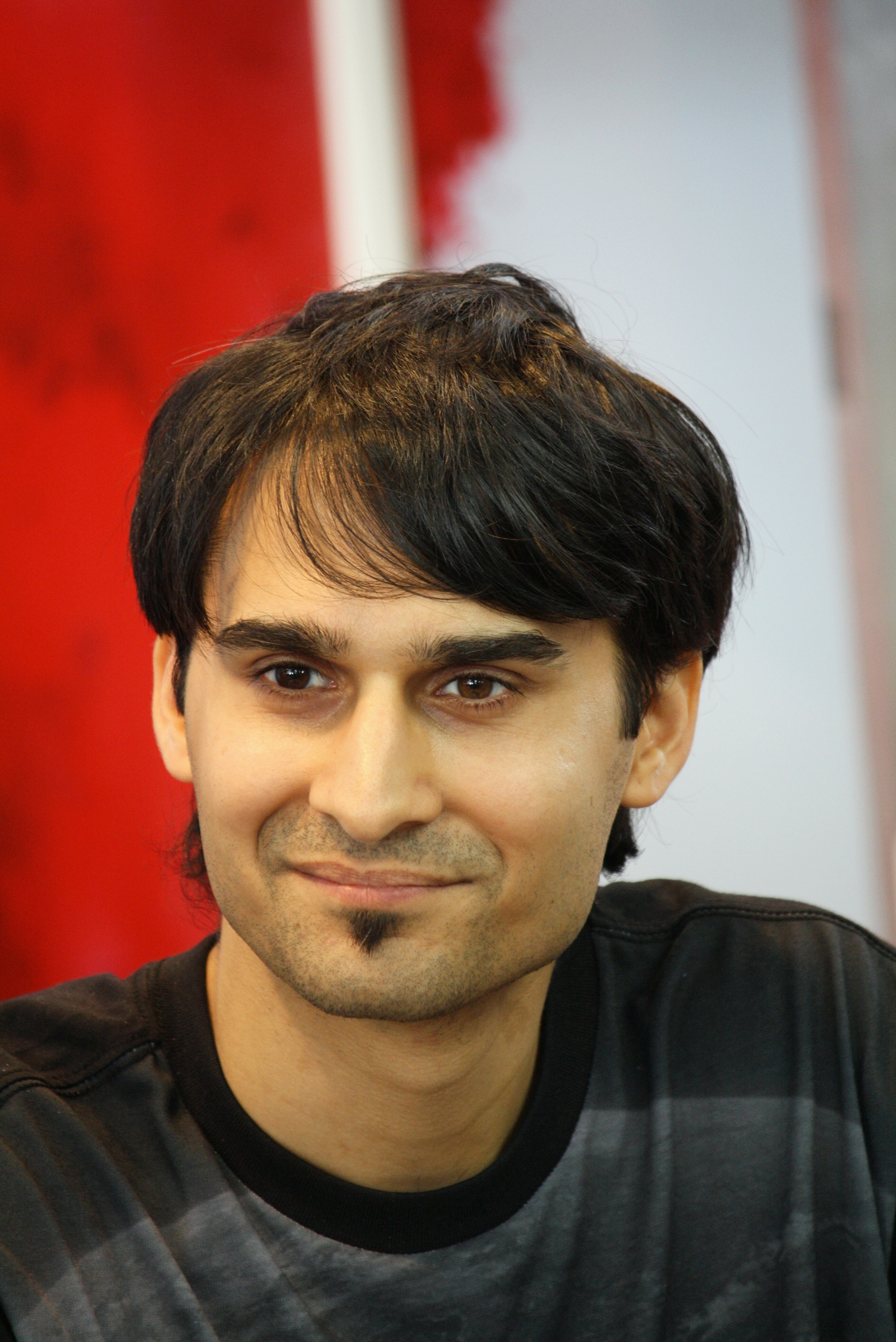
Radoslav Banga, rapper a hudebník
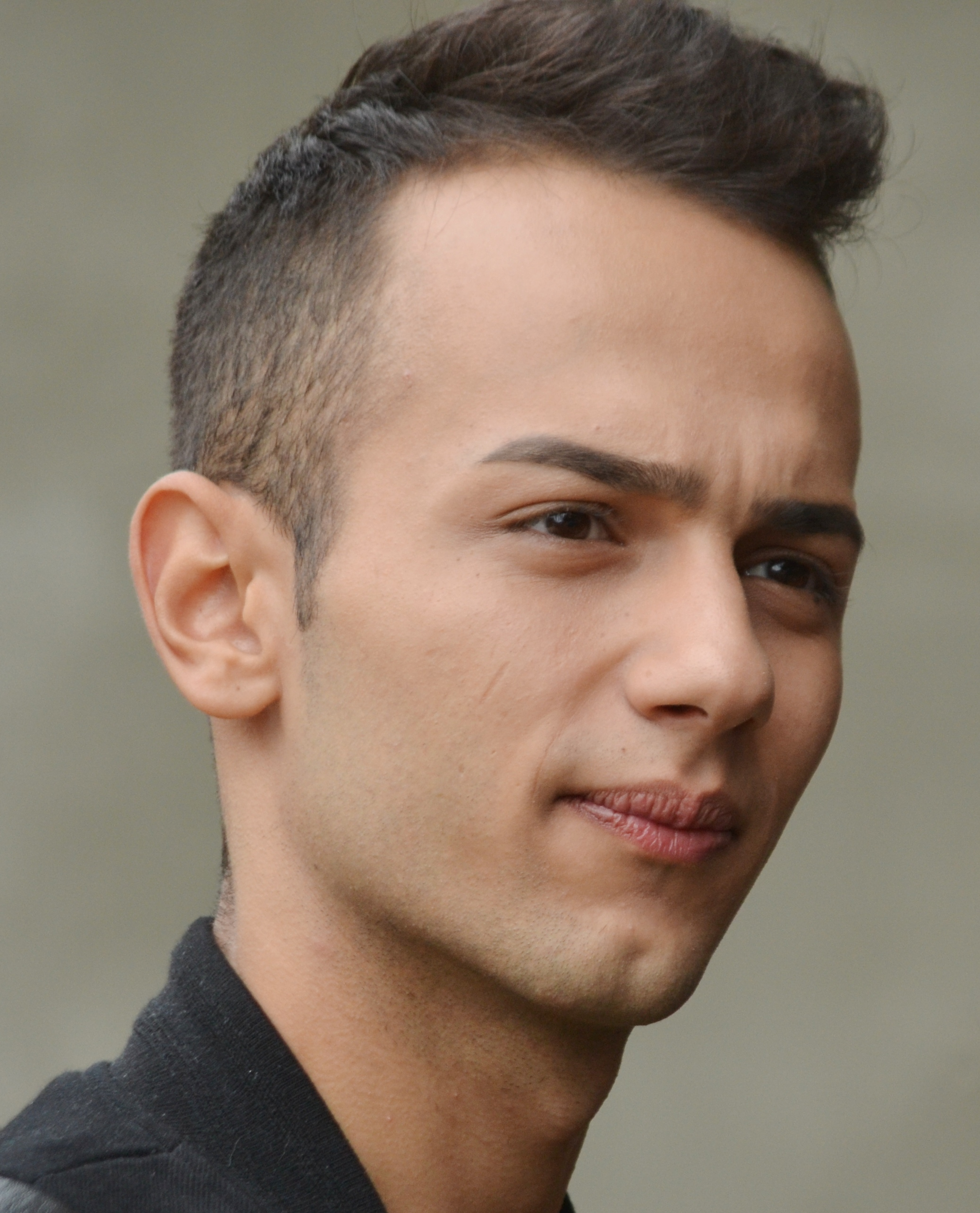
Jan Bendig, zpěvák
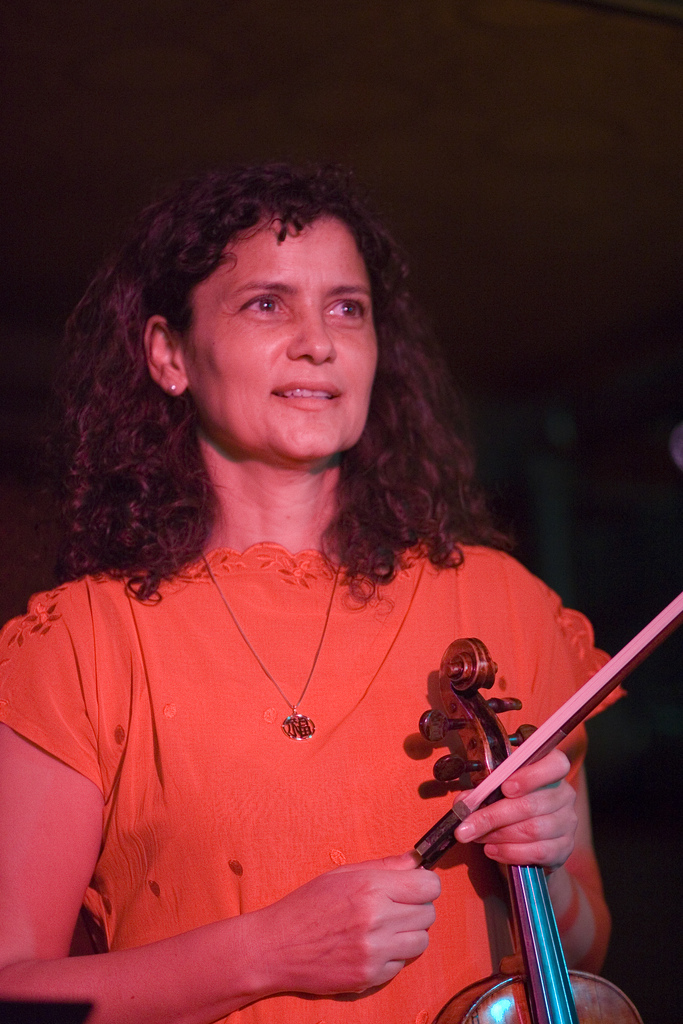
Iva Bittová, zpěvačka, hudebnice a herečka
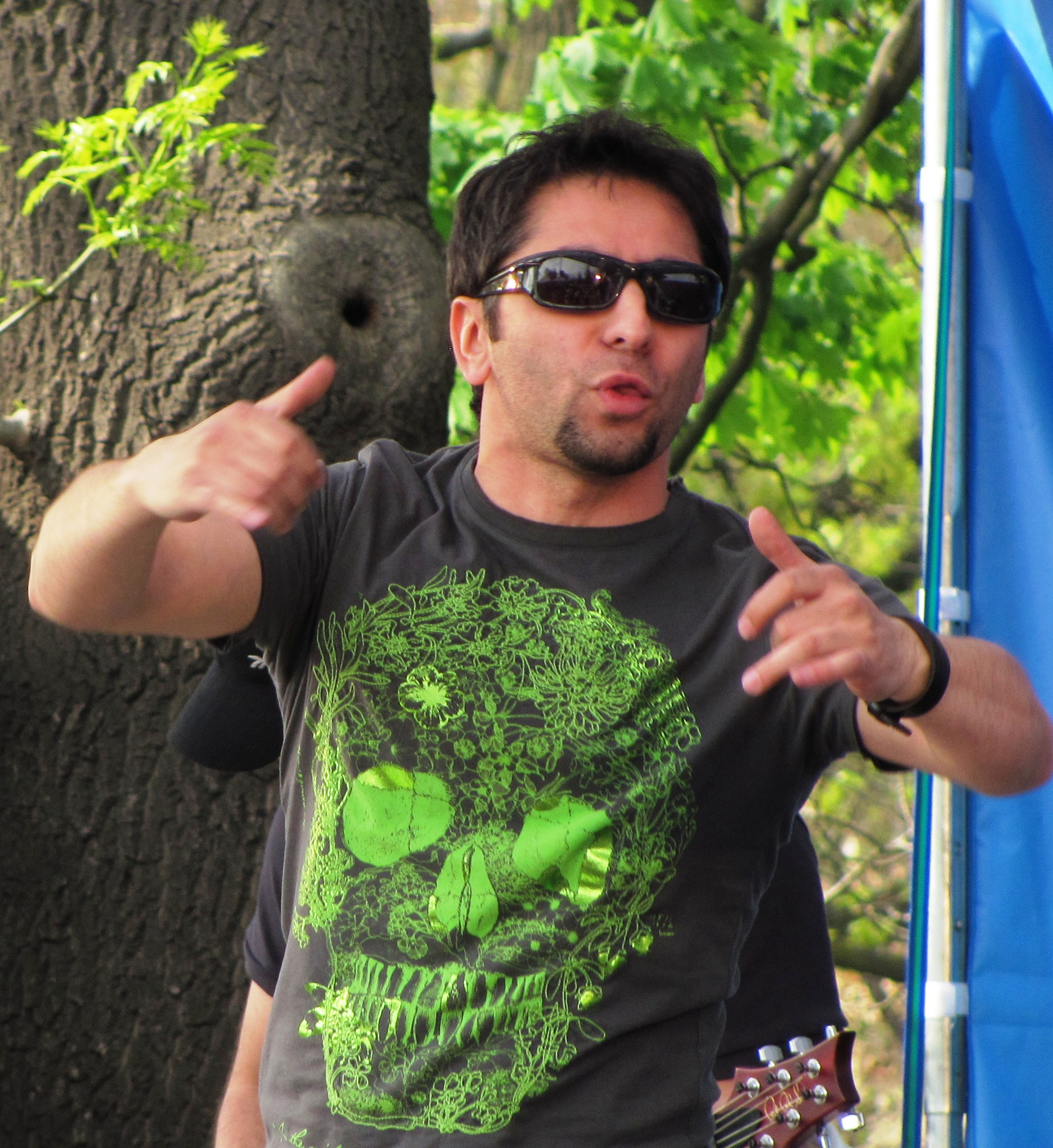
Vlastimil Horváth, zpěvák, vítěz Česko hledá SuperStar 2005
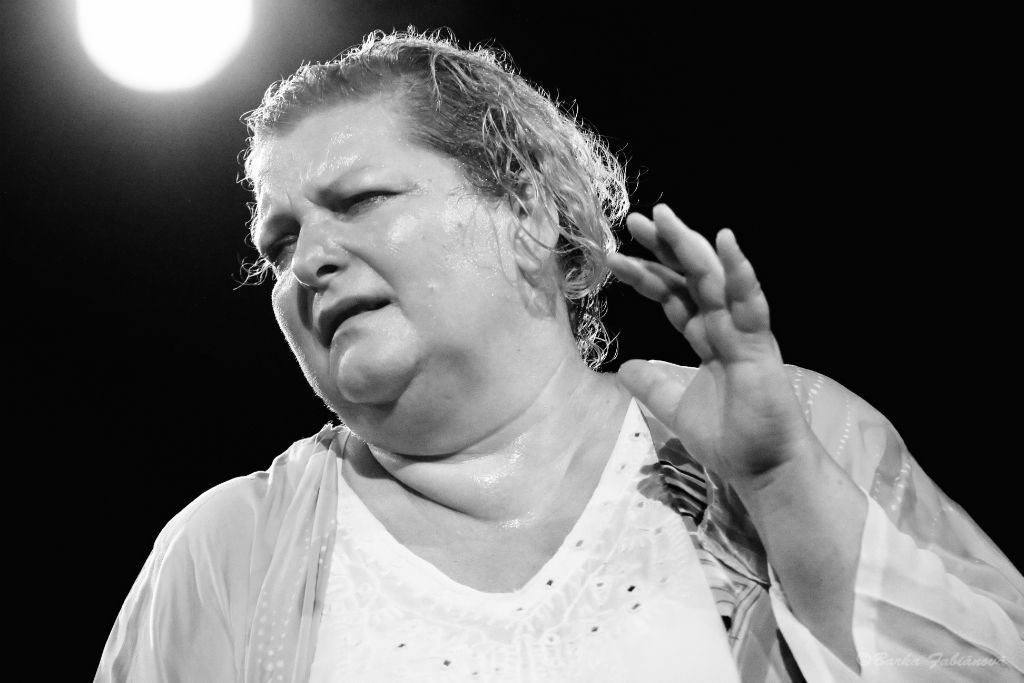
Ida Kelarová, zpěvačka a hudebnice